# Thundering Hoofs
Thundering Hoofs er en amerikansk stumfilm fra 1922 af Francis Ford.

## Medvirkende
- Peggy O'Day som Betty
- Francis Ford som Daddy Bill
- James T. Kelley som Jimmy O'Brien
- Florence Murth
- Philip Ford som Jack
- Cecil McLean